# Wiadukt Neidpath
Wiadukt Neidpath (ang. Neidpath Viaduct) – nieczynny wiadukt kolejowy położony niedaleko miasta Peebles w hrabstwie Scottish Borders w Szkocji.

## Opis
Wiadukt przebiega nad rzeką Tweed ok. 1,5 km na zachód od Peebles. Obiekt wybudowany z bloków piaskowca, składający się z ośmiu przęseł łukowych o prześwitach szerokich na 9,9 m, a wysokich na 9,8 m. Wiadukt jest zakrzywiony i tworzy łuk o promieniu 402 m. Na wiadukcie zamontowane są żeliwne balustrady. Filary zabezpieczone w zaokrąglone izbice, obłożone boniowanymi blokami kamiennymi. Wiadukt jest obecnie wykorzystywany tylko do ruchu pieszego. Został wpisany w 1971 roku do szkockiego rejestru zabytków w najwyższej kategorii A. Wraz z pobliskim tunelem kolejowym w South Park Wood tworzy zespół zabytkowy sklasyfikowany w kategorii B.

## Historia
Wiadukt został wybudowany przez towarzystwo kolejowe Symington, Biggar i Broughton Railway. W momencie otwarcia wiaduktu w 1864 roku towarzystwo było częścią Caledonian Railway (Kolei Kaledońskiej). Wiadukt Neidpath stanowił część głównej trasy Caledonian Railway, pomiędzy miastami Glasgow i Carlisle. Zamknięcie linii przebiegającej przez wiadukt nastąpiło w dniu 5 czerwca 1950, a całkowite wyłączenie ruchu pociągów dnia 7 czerwca 1954 roku.

## Galeria

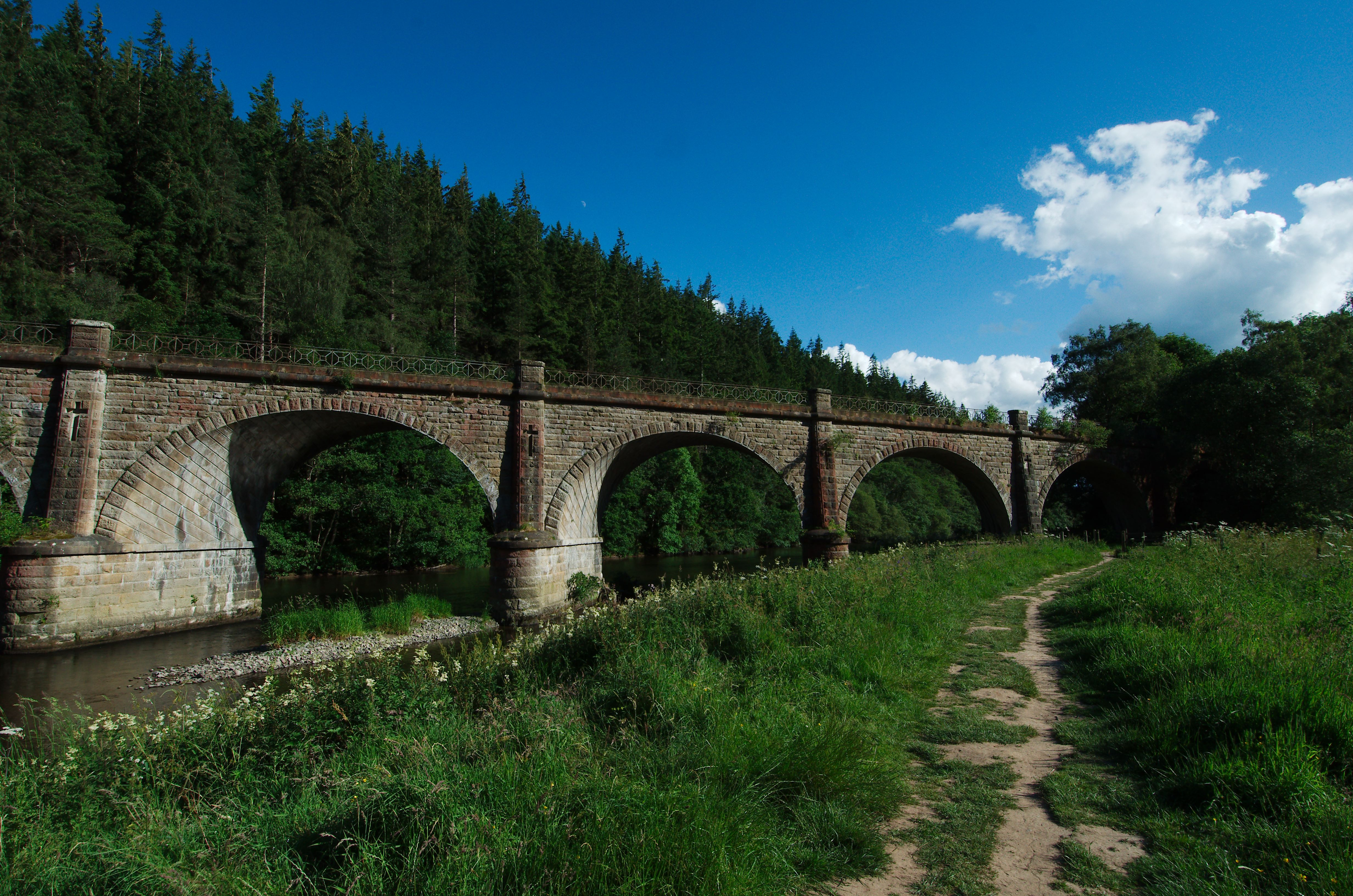
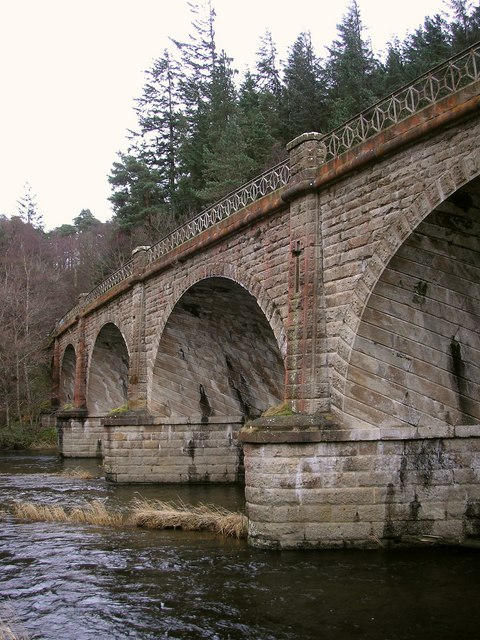
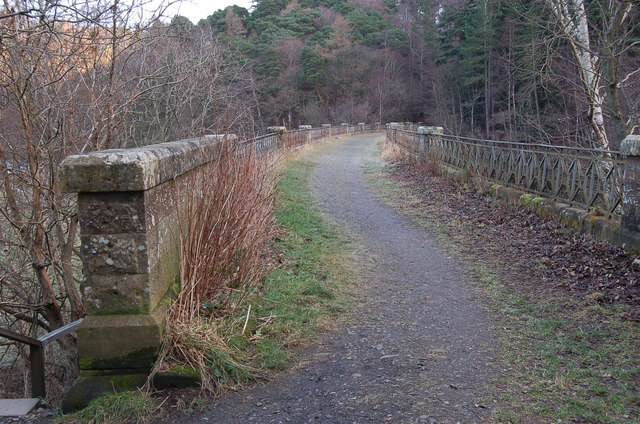